# Paura in palcoscenico
Paura in palcoscenico (Stage Fright) è un film del 1950 diretto e prodotto da Alfred Hitchcock.

## Trama

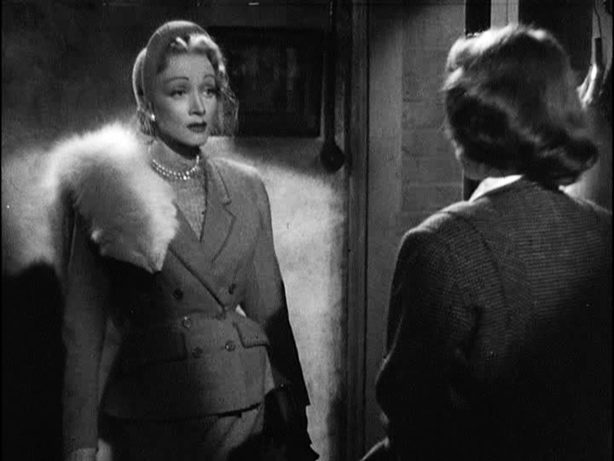
Marlene Dietrich e Jane Wyman in una scena

Il film inizia con un flashback: Jonathan Cooper, seduto sull'auto della fidanzata Eve Gill, attrice dilettante, le narra ciò che gli è appena capitato.
Egli è sconvolto: la donna che lo ha sedotto con il suo fascino, la famosa diva, cantante-attrice e femme fatale, Charlotte Inwood, è giunta qualche ora prima a casa sua di soppiatto con indosso un abito insanguinato e gli confida di aver ucciso il marito, in un impeto di rabbia, con un attizzatoio. Jonathan si offre di andare a casa sua per recuperare un altro abito con il quale Charlotte possa presentarsi in teatro e poi di distruggere quello insanguinato. Ma quando sta per uscire dalla casa dell'attrice con l'abito di ricambio, Jonathan è visto, anche se probabilmente non riconosciuto, dalla cameriera di Charlotte, Nellie Goode. Cambiatasi d'abito, Charlotte se ne va in teatro mentre Jonathan cerca un modo per eliminare l'abito insanguinato. Alla porta suonano i due poliziotti. Con l'abito incriminato arrotolato sotto la giacca, Jonathan apre e con uno stratagemma fugge, inseguito dai due stupiti agenti. Qui finisce il flashback.
Giungono intanto all'Accademia d'Arte Drammatica, ove Eve sta provando una recita. Eve, nonostante il tradimento del fidanzato, decide di aiutarlo. Lo fa uscire da una porta posteriore (i poliziotti lo hanno inseguito fino all'Accademia) e lo porta con la sua auto nella casa ove vive il padre, uno stravagante commodoro in quiescenza, che vive, separato dalla moglie, in un cottage in riva al mare. Qui Jonathan, in uno scatto d'ira provocata dall'ipotesi formulata da Eve che Charlotte lo voglia incastrare (il padre di Eve ha subito capito che il sangue sull'abito è stato riportato con inganno), getta l'abito insanguinato nel camino, distruggendo così l'unica prova a suo discarico.
Calmatosi, Jonathan viene ospitato per la notte, e per i giorni successivi, dal padre di Eve mentre lei ha l'intenzione di indagare per proprio conto. Cercando di sapere quanto la polizia a sua volta sappia, "aggancia" il giovane e simpatico ispettore di polizia Wilfred Ordinary Smith nel bar ove questi si è recato per far colazione. Smith s'innamora a prima vista di Eve, che inizialmente non se ne accorge.
La ragazza, continuando la sua personale indagine, ottiene, dietro congruo compenso, che la infida e avida cameriera personale di Charlotte, Nellie, si dia ammalata e le consegni una lettera di presentazione per la padrona, ove Eve viene presentata come la cugina di Nellie, Doris, quale sua temporanea sostituta.
Entrando a contatto con Charlotte, Eve si convince che l'attrice ha pianificato l'uxoricidio con la complicità del suo impresario. Il film si svolge così in una specie di "dramma degli equivoci", ove la povera Eve passa continuamente da se stessa alla falsa Doris, sempre in disperata ricerca di scoprire bene come sono andate le cose e nello stesso tempo evitare di farsi riconoscere da Ordinary Smith, del quale a poco a poco si innamora anche lei, mentre recita la parte di sostituta-cameriera. In questa veste riesce anche a far fuggire Jonathan, presentatosi incautamente nel camerino di Charlotte, quando la polizia lo ha identificato e lo sta braccando.
Il breve colloquio di quest'ultimo con l'amante-attrice, gli rivela che questa non ha alcuna intenzione di vivere con lui e quindi, fuori di sé per la delusione, la minaccia di portare alla polizia il famoso vestito macchiato (Charlotte non sa che è stato bruciato nel camino del cottage del padre di Eve).
Jonathan si rifugia nella casa della madre di Eve a Londra, dove incontra sia Eve che il padre, che lo presenta alla moglie come Mr. Robinson. Eve, aiutata dal padre, cerca in tutti i modi di raccogliere prove contro Charlotte ed il suo (o i suoi) complici ma la sua doppia personalità (Doris alias Eve) viene scoperta da Ordinary Smith, che rimane profondamente deluso ed anche piuttosto arrabbiato con quella che credeva ricambiasse il suo innamoramento.
Tuttavia Eve riesce a convincerlo della sincerità dei sentimenti che prova per lui ed insieme al padre gli propone un escamotage per far confessare Charlotte: la polizia predisporrà un microfono nascosto nel camerino dell'attrice, collegato ad un altoparlante posto nel teatro ove i poliziotti di Smith saranno in ascolto, ed Eve fingerà di ricattarla vantando la disponibilità della prova determinante: il vestito macchiato di sangue. Charlotte casca nella trappola, ma le sue rivelazioni sono convincenti a metà: un colpo di scena finale risolve il mistero.

## Cameo
Il regista appare nel suo solito cameo al minuto 38 e 24"nei panni di un passante: sul marciapiede si volta a guardare Eve che esce di casa sovrappensiero.

## Produzione
Dopo l'accoglienza poco incoraggiante di Nodo alla gola e Il peccato di Lady Considine, Hitchcock realizza questo film per la Warner Bros. Pictures. Hitchcock lavorava e viveva ad Hollywood ormai dal 1939, tuttavia il film fu girato a Londra e Jane Wyman e Marlene Dietrich sono le uniche del cast a non essere inglesi.

### Soggetto
Il soggetto è tratto da un romanzo, Man Running, di Selwyn Jepson, pubblicato in Inghilterra a puntate su Collier nel 1947 e uscito in America col titolo Outrun the Constable.

### Sceneggiatura
Lavorarono alla sceneggiatura, dal dicembre 1948 al marzo 1949, lo scrittore James Bridie, Hitchcock e la moglie Alma Reville; i dialoghi furono affidati a Whitfield Cook.

### Riprese
Le riprese iniziarono nel giugno del 1949. Le scene dentro il teatro furono girate presso la Royal Academy of Dramatic Art di Gower Street

### Cast
Jane Wyman, Marlene Dietrich, Michael Wilding e Richard Todd.
Anche la figlia Patricia Hitchcock compare nel film ricoprendo un ruolo secondario.
Marlene Dietrich si esibisce cantando una canzone di Cole Porter, The Laziest Gal in Town.

### Costumi
Per la prima volta in questo film la Warner Bros. non affidò interamente la realizzazione degli abiti ai costumisti dello studio ma a un sarto europeo, Christian Dior, che creò i costumi di Marlene Dietrich. La scelta, su richiesta dell'attrice stessa, fu favorita dal fatto che il film venne girato in Europa.

### Prima
La prima si ebbe il 15 aprile 1950.

## Accoglienza
Il film fu accolto da recensioni poco favorevoli; molto più tardi il film venne rivalutato.
Paura in palcoscenico fu criticato per l'ingannevole flashback iniziale. Ma, alcuni critici, compresi quelli del Cahiers du Cinéma, considerano il flashback solo la versione dei fatti di uno dei personaggi.

### Hitchcock su Hitchcock
«...c'era un elemento che mi interessava: l'idea di girare una storia sul teatro.»
Il tema del teatro lo ritroviamo esplicitamente trattato in altri suoi film, dal primo Il giardino del piacere, a Omicidio! a L'uomo che sapeva troppo a Il sipario strappato.

### Rohmer e Chabrol
Nel loro libro su Hitchcock definiscono il film «...galleria di ritratti insieme delicati e feroci, divertiti e lucidi, successione di sequenze gustose o stranamente morbose» e ancora «oasi di freschezza in mezzo a una serie di opere soffocanti e austere». E a proposito del flashback iniziale, affermano che non sono le immagini a mentire ma che esse sono solo la corretta illustrazione del resoconto menzognero di un personaggio.

## Riconoscimenti
Nel 1950 il National Board of Review of Motion Pictures l'ha inserito nella lista dei migliori dieci film dell'anno.